# Georg F. W. Tempel

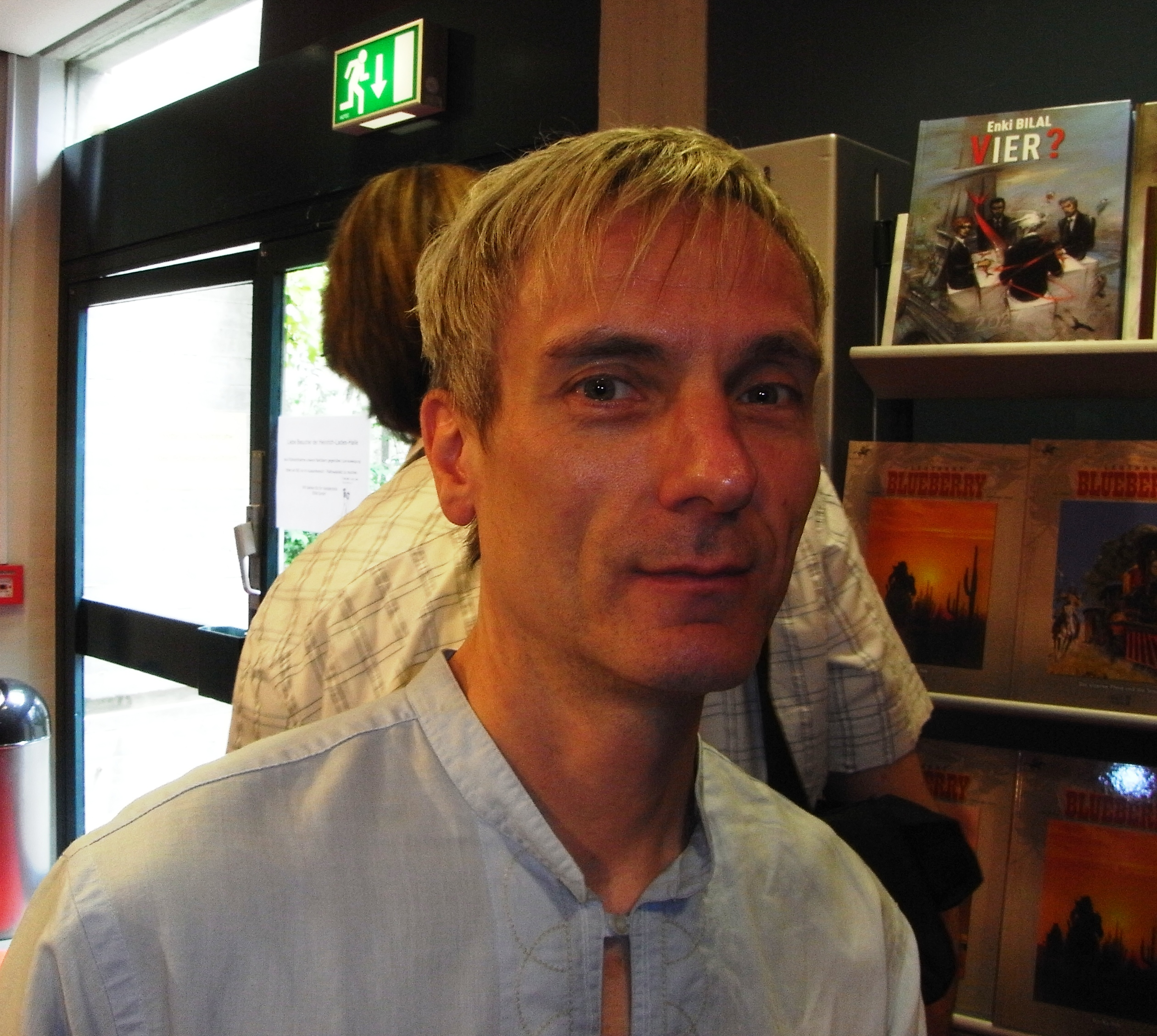
Georg F. W. Tempel auf dem Comic-Salon Erlangen, 2008

Georg Friedrich Walter Tempel (* 1959 in Bad Dürkheim) ist ein deutscher Redakteur, Marketing-Manager und ehemaliger Verlagsleiter der Egmont Verlagsgesellschaften.

## Werdegang
Tempel studierte Betriebswirtschaftslehre an der Universität Mannheim. Nebenher schrieb er für das dortige Stadtmagazin Comic-Rezensionen und knüpfte so erste Kontakte mit Verlagen. 1987 begannen erste Arbeiten für den Reiner Feest Verlag, wo er ab 1989 als Redakteur für das Programm und das Marketing der Comics zuständig war. Im März 1991 folgte sein Wechsel zu Egmont Ehapa, wo er 18 Jahre blieb. Zunächst war er bis Oktober 2000 Deputy editor-in-chief. Daraufhin wurde er zum Verlagsleiter des Bereichs Egmont Manga & Anime, wo er sich für die Auswahl der Comicserien, der einzelnen Comics und das Marketing verantwortlich zeigte. Im März 2003 wurde er zum Verlagsleiter der Egmont Verlagsgesellschaften mbH. Hier war er für Kinderbücher von Egmont Schneiderbuch, Bücher von Egmont VGS, Comics von Egmont Manga & Anime, sowie Comics der Egmont Comic Collection verantwortlich. Zudem war er Mitglied der erweiterten Geschäftsführung. Nach einer Elternzeit von November 2008 bis März 2009 wurde Tempel durch die erweiterte Geschäftsführung beurlaubt.
In Tempels Ära erschienen Gesamtausgaben der Comicstrips Hägar der Schreckliche und Garfield und der Comicserien Leutnant Blueberry, Lucky Luke, Der Incal, Jeff Jordan und Mick Tanguy. Tempel stieß damit auf dem deutschen Markt den Trend zu Sammelbänden und Werkausgaben an. Zudem wurden auch ECC-Reihen wie die Disneys Hall of Fame oder Disneys Heimliche Helden unter seiner Führung herausgegeben. Unter der von Tempel initiierten Marke Egmont Manga & Anime (heute: Egmont Manga) erschienen zahlreichen Manga-Serien, wie z. B. Kingdom Hearts.
Tempel wechselte im August 2012 als Managing Director zur Blattgold GmbH in Bad Dürkheim, einem Redaktions- und Entwicklungsbüro für Zeitschriften, Bücher und Comics. Seit Oktober 2009 ist Tempel zudem Chefredakteur des Comicmagazins Zack. Im September 2020 übernahm sein Verlag dieses Magazin.

## Werke (Auswahl)
als Herausgeber
- Die große Klosterapotheke. Das alte Wissen der Mönche und Nonnen. Natürliche Heilmittel und wirksame Rezepte. Klartext, Essen 2018, ISBN 978-3-8375-1934-1.
- Die große Kinderapotheke. Natürliche Heilmittel und wirksame Rezepte. Klartext, Essen 2018, ISBN 978-3-8375-1933-4.

als Übersetzer
- Will Eisner: Lifeforce. Feest, Mannheim 1988, ISBN 3-89343-157-8.
- Will Eisner: Spirit. Bd. 8. Feest, Mannheim 1989, ISBN 3-89343-407-0.
- Will Eisner: City People Notebook. Feest, Mannheim 1989, ISBN 3-89343-234-5.
- Will Eisner: Sunshine City. Feest, Mannheim 1989, ISBN 3-89343-230-2.
- Will Eisner: The Building. Feest, Mannheim 1990, ISBN 3-89343-229-9.
- Will Eisner: Der Weihnachtsspirit. Feest, Mannheim 1991, ISBN 3-89343-404-6.
- Will Eisner: Unsichtbare Menschen. Feest, Mannheim 1993, ISBN 3-89343-238-8.
- Will Eisner: South Bronx, Dropsie Avenue. Feest, Mannheim 1995, ISBN 3-89343-239-6.
- Kenichi Sonoda: Gunsmith Cats (neun Bände)
- Moebius: Metallische Chroniken. Feest, Mannheim 1992, ISBN 3-89343-250-7.
- Masamune Shirow: Appleseed (neun Bände)
- Masamune Shirow: Dominion – Tank Police (fünf Bände)
- Masamune Shirow: Ghost in the Shell (vier Bände)
- Naoko Takeuchi: Sailor Moon (neun Bände)